# 橄欖枝行動
「橄欖枝行動」（英語：Operation Olive Branch）是土耳其與其扶植的「自由敘利亞軍」（並非2011年成立的自由叙利亚军）於2018年1月進攻敘利亞庫爾德族控制的阿夫林州的軍事行動。
土耳其表示行動目標是在叙利亚境內建立縱深30公里的「安全區」。土耳其總統埃爾多安表示在阿夫林戰事結束後，土耳其軍隊將會對有美國軍隊進駐的敘利亞北部城鎮曼比季採取行動。

## 背景
在美國打擊伊斯兰国行動中，以敘利亞庫爾德族武裝為主力的敘利亞民主力量獲得美國大力支援，成功解放敘土邊境以南大片原由伊斯蘭國控制的敘利亞北部地區，但土耳其政府認為敘利亞民主力量的主力部隊、由敘利亞庫爾德人組成的人民保護部隊是库尔德斯坦工人党在敘利亞的分支，視之為心腹大患並將其定性為恐怖組織。2018年1月中，美國提出建立一支有3萬人的「敘利亞邊境安全部隊」，當中約一半人員將會來自敘利亞民主力量，土耳其政府隨即強烈反對該計劃，並於不久後發動「橄欖枝行動」入侵阿夫林州，阻止庫族武裝繼續壯大。
在「橄欖枝行動」開始前的數周間，土耳其軍隊曾多次炮擊阿夫林州境內的人民保護部隊目標。

## 過程
2018年1月20日，在土耳其地面炮火和空軍支援下，由土耳其扶植的「自由敘利亞軍」開始進攻阿夫林州。
2018年1月21日，土耳其派出地面部隊越過邊境進入阿夫林州。
敘利亞人權觀察（SOHR）在1月23日表示本次衝突已造成26名庫爾德武裝人員、25名獲土耳其支持的敘反對派人員及敘境內24名平民喪生。
敘人權觀察於1月28日表示位於阿夫林州、有3000年歷史的安達拉神廟在土耳其空襲中嚴重受損。同日土軍攻佔戰略高地巴爾薩亞山。
截至2018年2月12日，土耳其政府已拘捕666名在互聯網上抗議「橄欖枝行動」的網民。
2018年2月20日，敘利亞政府應人民保護部隊要求，派出親政府民兵國防軍進入阿夫林州協助防衛。次日有第二批親敘政府部隊進駐增援。
土耳其軍方於2018年2月21日宣稱已消滅1780名敵對武裝人員及佔領59個村莊。截至3月12日，土軍已攻佔阿夫林州約1,100平方公里的土地，前線距離阿夫林城區僅有1.5公里。
2018年3月18日，土軍與親土武裝分子攻佔阿夫林市中心。在大量居民已逃離的阿夫林市內，親土耳其的敘利亞武裝分子到處劫掠商店、餐廳和民房，又放火燒毀賣酒的商店。
2018年3月24日，土耳其軍方宣佈已完全控制阿夫林地區。